# San Martín de Rubiales
San Martín de Rubiales è un comune spagnolo di 141 abitanti situato nella comunità autonoma di Castiglia e León.